# Algerri (kommunhuvudort)
Algerri är en kommunhuvudort i Spanien.   Den ligger i provinsen Província de Lleida och regionen Katalonien, i den nordöstra delen av landet, 400 km öster om huvudstaden Madrid. Algerri ligger 348 meter över havet och antalet invånare är 495.
Terrängen runt Algerri är platt åt sydväst, men åt nordost är den kuperad. Terrängen runt Algerri sluttar söderut. Runt Algerri är det ganska tätbefolkat, med 52 invånare per kvadratkilometer. Närmaste större samhälle är Balaguer, 14,7 km öster om Algerri. Trakten runt Algerri består till största delen av jordbruksmark.